# Liste der türkischen Botschafter in Frankreich
Das Osmanische Reich schickte erstmals 1483 einen diplomatischen Vertreter nach Frankreich. Eine ständige Botschaft gibt es seit 1797.

## Geschichte
Vom 21. Juni bis 7. August, 1867 besuchte Sultan Abdülaziz die Weltausstellung Paris 1867 und Napoleon III.
Türkische Diplomaten stellten unter dem Vichy-Regimes Pässe für türkische Juden aus. Von den etwa 1300 verschleppten türkischen Juden besaßen 939  Ausweispapiere.
Der Botschafter İsmail Erez und sein Fahrer Talip Yener wurden am 24. Oktober 1975 von armenischen Terroristen (die der Armenischen Geheimarmee zur Befreiung Armeniens und den Gerechtigkeitskommandos des armenischen Völkermords zugerechnet werden) erschossen.

## Missionschefs

### Osmanische Botschafter
| Ernennung Akkreditierung | Botschafter                    | Bemerkung                                      | Liste der Sultane des Osmanischen Reichs | Staatspräsident (Frankreich) | Posten verlassen |
| ------------------------ | ------------------------------ | ---------------------------------------------- | ---------------------------------------- | ---------------------------- | ---------------- |
| 1669                     | Süleyman Ağa                   | brachte Kaffee an den Hof von Ludiwig den XIV. | Mehmed IV.                               | Ludwig XIV.                  |                  |
| 1789                     | Sait Pasha                     | später Großwesir                               | Selim III.                               | Ludwig XIV.                  |                  |
| 28. Juli 1797            | Moralı Seyyid Ali Efendi       | [ 4 ]                                          | Selim III.                               | Direktorium                  | 28. Juli 1797    |
| 4. Juni 1802             | Mehmed Said Galib Efendi       | [ 5 ]                                          | Selim III.                               | Napoleon Bonaparte           | 4. Juni 1802     |
| Sep. 1803                | Mehmed Said Halet Efendi       | [ 6 ]                                          | Selim III.                               | Napoleon Bonaparte           | Sep. 1803        |
| 5. Juni 1806             | Seyyid Abdurrahim Muhib Efendi | [ 7 ]                                          | Selim III.                               | Napoleon Bonaparte           | 5. Juni 1806     |
| 1807                     | Mehmed Emin Vahid Efendi       |                                                | Mustafa IV.                              | Napoleon Bonaparte           | 1807             |
| 3. Okt. 1807             | Seyyid Mehmed Vahid Efendi     |                                                | Mustafa IV.                              | Napoleon Bonaparte           |                  |
| 1. Nov. 1807             | Seyyid Abdurrahim Muhib Efendi |                                                | Mustafa IV.                              | Napoleon Bonaparte           |                  |
| 1811                     | Panayot Argyropoulo Efendi     |                                                | Mahmud II.                               | Napoleon Bonaparte           | 1811             |
| 1834                     | Mustafa Reşid Bey              |                                                | Mahmud II.                               | Louis-Philippe I.            | 1834             |
| 1836                     | Mehmed Nuri Efendi             |                                                | Mahmud II.                               | Louis-Philippe I.            | 1836             |
| 1837                     | Ahmet Fethi Pascha             |                                                | Mahmud II.                               | Louis-Philippe I.            | 1837             |
| 1839                     | Mehmed Nuri Efendi             |                                                | Abdülmecid I.                            | Louis-Philippe I.            | 1839             |
| 1841                     | Mustafa Reşid Bey              |                                                | Abdülmecid I.                            | Louis-Philippe I.            | 1841             |
| 1864                     | Halil Şerif Paşa               | (1831; † 1879)                                 | Abdülaziz                                | Napoléon III.                |                  |
| 15. Juli 1876            | Mehmed Sadık Paşa              | [ JORF 1 ]                                     | Murad V.                                 | Patrice de Mac-Mahon         |                  |
| 6. Nov. 1894             | Zia Pacha                      | [ JORF 2 ]                                     | Murad V.                                 | Marie François Sadi Carnot   |                  |
| 31. Dez. 1895            | Munir Bey                      | [ JORF 3 ]                                     | Murad V.                                 | Félix Faure                  |                  |
| 1904                     | Salih Münir Paşa               | (* 1859 in Istanbul; † 1939).                  | Murad V.                                 | Émile Loubet                 | 1908             |
| 15. Apr. 1905            | Suat Davaz                     |                                                | Murad V.                                 | Émile Loubet                 |                  |
| 27. Apr. 1905            | Numan Menemencioğlu            |                                                | Murad V.                                 | Émile Loubet                 |                  |
| 1908                     | Duhani Naum Nimetullah Pasha   | (* 1846; † 1911 in Paris am Kartentisch)       | Murad V.                                 | Armand Fallières             |                  |
| 15. Sep. 1908            | Naoum Pacha                    | [ JORF 4 ]                                     | Murad V.                                 | Armand Fallières             |                  |
| 9. Sep. 1911             | Rifaat Pacha                   | [ JORF 5 ]                                     | Mehmed V.                                | Armand Fallières             |                  |

### Türkische Botschafter
| Ernennung Akkreditierung | Botschafter         | Bemerkung | Liste der Ministerpräsidenten der Türkei | Staatspräsident (Frankreich) | Posten verlassen |
| ------------------------ | ------------------- | --- | ---------------------------------------- | ---------------------------- | ---------------- |
| 26. Okt. 1921            | Ahmet Ferit Tek     | Vertreter der Großen Nationalversammlung der Türkei in Paris | Fevzi Çakmak                             | Alexandre Millerand          |                  |
| 30. Okt. 1923            | İsmail Safa Özler   | (* 1885; † 1940) | Ali Fethi Bey                            | Alexandre Millerand          | 6. März 1924     |
| 1924                     | Hüseyin Vasıf Çınar | | Ali Fethi Bey                            | Gaston Doumergue             |                  |
| 1925                     | Fethi Okyar         | | Ali Fethi Bey                            | Gaston Doumergue             | 1930             |
| 6. Feb. 1925             | Djevad Bey          | [ JORF 6 ] | Ali Fethi Bey                            | Gaston Doumergue             |                  |
| 2. Mai 1925              | Fethi Okyar         | [ JORF 7 ] | Ali Fethi Bey                            | Gaston Doumergue             |                  |
| 21. Jan. 1931            | Münir Ertegün       | [ JORF 8 ] | Ali Fethi Bey                            | Paul Doumer                  | 1931             |
| 1932                     | Feridun Cemal Erkin | (* 1899 in Istanbul; 1980) bekleidete von 1925 bis 1927 hohe Ämter in der türkischen Kommission für Reparationen. Von 1927 bis 1929 amtierte er als erster Sekretär an der türkischen Botschaft in Prag, später in London. 1930 — 1933 finden wir ihn als Leiter der politischen Abteilung im türkischen Außenministerium in Ankara, 1934 — 1935 wirkte er als Legationsrat in Berlin, anschließend bis 1937 als Generalkonsul in Beirut/Libanon. | Ali Fethi Bey                            | Paul Doumer                  |                  |
| 1936                     | Suad Davaz          | (* 1878 in der Türkei; † 22. August 1941 in Teheran) Löste İskenderun durch Verhandlungen mit der französischen Mandatsmacht aus Syrien. 1921: Staatssekretär im Außenministerium, 1923–1932 Botschafter in Rom anschließend Botschafter in Teheran. | Ali Fethi Bey                            | Albert Lebrun                |                  |
| 1. Aug. 1939             | Behiç Erkin         | [ 10 ] | Refik Saydam                             | Albert Lebrun                |                  |
| 30. Nov. 1944            | Numan Menemencioğlu | (* 1891 † 1958) | Ahmet Fikri Tüzer                        | Charles de Gaulle            | 13. Juni 1949    |
| 3. Mai 1957              | Feridun Cemal Erkin | [ JORF 9 ] | Adnan Menderes                           | René Coty                    |                  |
| 7. Mai 1960              | Faïk Zihni Akdur    | [ JORF 10 ] | Cemal Gürsel                             | Charles de Gaulle            |                  |
| 13. Juli 1962            | Bülent Uşaklıgil    | [ JORF 11 ] | İsmet İnönü                              | Charles de Gaulle            |                  |
| 3. Juli 1965             | Namık Kemal Yolga   | [ JORF 12 ] | Suad Hayri Ürgüplü                       | Charles de Gaulle            |                  |
| 19. Dez. 1966            | Nurredin Vergin     | [ JORF 13 ] | Suad Hayri Ürgüplü                       | Charles de Gaulle            |                  |
| 1968                     | Hasan Esat Işık     | (* 1916 in Istanbul; † 2. Juli 1989 in Ankara) Am 13. Februar 1973 von der türkischen Regierung abberufen nach der Eröffnung eines Denkmals in Marseille zum Völkermord an den Armeniern, der nach türkischer Geschichtsschreibung nicht stattgefunden hat, weshalb die türkische Staatsräson seine Behauptung verbietet, oder umgekehrt. | Suad Hayri Ürgüplü                       | Charles de Gaulle            |                  |
| 21. Nov. 1974            | İsmail Erez         | am 24. Oktober 1975 erschossen, wozu sich Gerechtigkeitskommandos des armenischen Völkermords bekannten. | Mustafa Bülent Ecevit                    | Valéry Giscard d’Estaing     | 1975             |
| 23. Sep. 1976            | Orhan Eralp         | [ JORF 16 ] | Süleyman Demirel                         | Valéry Giscard d’Estaing     |                  |
| 7. Sep. 1978             | Hamit Batu          | [ JORF 17 ] | Mustafa Bülent Ecevit                    | Valéry Giscard d’Estaing     |                  |
| 29. Jan. 1981            | Adnan Bulak         | [ JORF 18 ] | Bülent Ulusu                             | François Mitterrand          |                  |
| 11. Sep. 1986            | Faik Melek          | [ JORF 19 ] | Turgut Özal                              | François Mitterrand          |                  |
| 14. Sep. 1988            | İlter Türkmen       | (* 8. November 1927) | Turgut Özal                              | François Mitterrand          | 1991             |
| 3. Juni 1991             | Tanşuğ Bleda        | [ JORF 21 ] | Mesut Yılmaz                             | François Mitterrand          |                  |
| 6. Apr. 1998             | Sönmez Köksal       | (* 1940) Am 29. Januar 2001 stellte die Nationalversammlung (Frankreich) den Völkermord an den Armeniern fest in der Folge rief die Regierung in Ankara ihren Botschafter zeitweilig zu Konsultationen. | Mesut Yılmaz                             | Jacques Chirac               | 2002             |
| 17. Sep. 2002            | Uluç Özülker        | [ JORF 23 ] | Abdullah Gül                             | Jacques Chirac               |                  |
| 9. Dez. 2005             | Osman Korutürk      | [ JORF 24 ] | Recep Tayyip Erdoğan                     | Jacques Chirac               |                  |
| 2. Juli 2010             | Tahsin Burcuoğlu    | [ JORF 25 ] | Recep Tayyip Erdoğan                     | Nicolas Sarkozy              |                  |
| 8. Juli 2014             | Hakkı Akil          | [ JORF 26 ] | Ahmet Davutoğlu                          | François Hollande            |                  |

## Remise de lettres de créance
Journal officiel de la République française
1. ↑  Sadık Paşa
2. ↑  Zia Pacha
3. ↑  Munir Bey
4. ↑  Naoum Pacha
5. ↑  Rifaat Pacha
6. ↑  Djevad Bey
7. ↑  Fethi Okyar
8. ↑  Münir Ertegün
9. ↑  Feridun Cemal Erkin
10. ↑  Faïk Zihni Akdur
11. ↑  Bülent Uşaklıgil
12. ↑  Namık Kemal Yolga
13. ↑  Nurredin Vergin
14. ↑  Hasan Esat Işık
15. ↑  İsmail Erez
16. ↑  Orhan Eralp
17. ↑  Hamit Batu
18. ↑  Adnan Bulak
19. ↑  Faik Melek
20. ↑  İlter Türkmen
21. ↑  Tanşuğ Bleda
22. ↑  Sönmez Köksal
23. ↑  Uluç Özülker
24. ↑  Osman Korutürk
25. ↑  Tahsin Burcuoğlu today.az
26. ↑  Hakkı Akil